# Caleuche Chasma
Caleuche Chasma (łac. Kanion Caleuche) – kanion na Charonie, odkryty w 2015 r. przez amerykańską sondę New Horizons i nazwany w 2018 r. przez Międzynarodową Unię Astronomiczną od statku widmo, który według chilijskich legend pływa po morzach otaczających wyspę Chiloé.